# 14790 Белецький
14790 Белецький (14790 Beletskij) — астероїд головного поясу, відкритий 30 липня 1970 року.
Тіссеранів параметр щодо Юпітера — 3,290.